# Águias de Alpiarça
O Clube Desportivo Os Águias de Alpiarça é uma associação desportiva da vila de Alpiarça, fundada em 1 de Outubro de 1922 e classificado com o Estatuto de Utilidade Pública.
Durante os anos cinquenta e sessenta o clube venceu 13 etapas da Volta a Portugal com os seus ciclistas Antonio Pisco, Lima Fernandes, José Manuel Marques, Agostinho Correia, João Centeio, João Manuel de Jesus Brito e Santinho Mendes. equipa ciclismo Notai - Clube Desportivo Os Águias
Esta associação desportiva teve até ao momento 4 designações:
- Alpiarça Futebol Clube "Os Águias" (1922).
- Clube de Futebol " Os Águias de Alpiarça" (1945).
- Clube Desportivo "Os Águias".
- Clube Desportivo "Os Águias de Alpiarça".